# Иодид железа(II)
Иодид железа(II) — неорганическое соединение, соль металла железа и иодистоводородной кислоты с формулой FeI2,
красно-коричневые кристаллы,
растворимые в воде,
образует кристаллогидраты.

## Получение
- Действие иода на железо:

{\displaystyle {\mathsf {Fe+I_{2}\ {\xrightarrow {H_{2}O}}\ FeI_{2}}}}
- Действие иода на сульфид железа:

{\displaystyle {\mathsf {FeS+I_{2}\ {\xrightarrow {T}}\ FeI_{2}+S}}}
- Разложение при нагревании Fe(CO)4I2:

{\displaystyle {\mathsf {Fe(CO)_{4}I_{2}\ {\xrightarrow {T}}\ FeI_{2}+4CO}}}

## Физические свойства
Иодид железа(II) образует красно-коричневые кристаллы
тригональной сингонии,
пространственная группа P 3m1,
параметры ячейки a = 0,404 нм, c = 0,675 нм, Z = 1.
Растворяется в воде.
Образует кристаллогидраты состава FeI2•n H2O, где n = 2, 4, 6, 9.

## Химические свойства
- Окисляется кислородом при нагревании на воздухе:

{\displaystyle {\mathsf {4FeI_{2}+3O_{2}\ {\xrightarrow {T}}\ 2Fe_{2}O_{3}+4I_{2}}}}